# Vuelta a Suiza Femenina
El Vuelta a Suiza Femenina (oficialmente: Tour de Suisse Women) es una carrera profesional femenina por etapas que se disputa en Suiza.
Es la versión femenina de la carrera homónima y fue creada en el año 2021 como carrera del calendario internacional femenino de la UCI dentro de la categoría 2.1 y fue ganada por la ciclista británica Lizzie Deignan.

## Palmarés
| Año  | Ganador        | Segundo          | Tercero              |
| ---- | -------------- | ---------------- | -------------------- |
| 2021 | Lizzie Deignan | Elise Chabbey    | Marlen Reusser       |
| 2022 | Lucinda Brand  | Kristen Faulkner | Pauliena Rooijakkers |
| 2023 | Marlen Reusser | Demi Vollering   | Elisa Longo Borghini |
| 2024 | Demi Vollering | Neve Bradbury    | Elisa Longo Borghini |
| 2025 |                |                  |                      |

## Palmarés por países
| País         | Victorias | Última vencedora       |
| ------------ | --------- | ---------------------- |
| Países Bajos | 2         | Demi Vollering en 2024 |
| Suiza        | 2         | Marlen Reusser en 2025 |
| Reino Unido  | 1         | Lizzie Deignan en 2021 |